# Урбанович, Крис
Кри́с Урба́нович  (англ. Christopher Dominic Urbanowicz) — британский продюсер и музыкант, больше известный как бывший соло-гитарист и клавишник инди-рок группы Editors. Наибольшее влияние на его творчество оказали такие группы, как The Walkmen, The Strokes, LCD Soundsystem, Kraftwerk и Elbow.

## Биография
Родился 22 июня 1981 года в Аслоктоне, пригороде Ноттингема, Англия. Успешно обучался в Стаффордширском университете по классу музыкальной технологии в течение трех лет вместе с другими участниками группы Editors. После окончания университета он работал в обувном магазине с Эдвардом Лэем (барабанщиком Editors) в течение двух лет до тех пор, пока группа не подписала контракт с лейблом Kitchenware Records.
Во время учебы в университете, Крис снялся в любительском клипе на песню «The NeverEnding Story», который был снят в качестве курсового проекта.
Также он участвовал в продюсировании альбома Stuck In This Ocean — дебютной пластинки манчестерской группы Airship. Она была представлена 5 сентября 2011.
16 апреля 2012 года Editors опубликовали на своей странице в Facebook пост о том, что Урбанович покидает группу.
В сентябре 2013 вышла пластинка «101 Vultures» — сингл американской поп-певицы Алекс Уинстон, которая была спродюсирована Крисом.
В октябре 2013 Урбанович под псевдонимом «Druids» сделал ремикс на песню группы Matt & Kim — Overexposed, который попал на альбом «Lightening Remixes».
В марте 2014 Крис продюсировал одноименный EP группы The Spectors.

## Личная жизнь
Урбанович живёт в Нью-Йорке. Является носителем редкого неврологического заболевания — синестезия.
Имеет польские корни, хотя мать и отец рождены в Англии.
Болеет за Ноттингем Форест.